# Giorgio di Sassonia-Altenburg
Giorgio Carlo Federico di Sassonia-Altenburg (Hildburghausen, 24 luglio 1796 – Hummelshain, 3 agosto 1853) fu duca di Sassonia-Altenburg.

## Biografia
Egli era il quarto ma il secondo sopravvissuto dei figli di Federico di Sassonia-Hildburghausen (di Sassonia-Altenburg dal 1826) e di Carlotta di Meclemburgo-Strelitz.
Nel 1804 prese servizio nell'esercito austriaco, combatté nella battaglia di Lipsia e durante la campagna italiana del 1814, il principe fu ferito alla coscia sinistra e ha dovuto abbandonare la sua carriera militare.
Tornato a Hildburghausen, visse con suo fratello Giuseppe nel castello di Charlottenburg. Dal 1816-1820 Giorgio studiò presso l'Università di Heidelberg ed è stato seguito dal re Massimiliano I di Baviera. Da questo nel 1822 con l'Ordine di San Umberto, ha ottenuto il permesso di prendere la residenza permanente a Hildburghausen, dove il suo castello fu ridisegnato. Egli fondò a Hildburghausen una milizia giovanile.
Giorgio succedette al fratello Giuseppe come Duca di Sassonia-Altenburg alla sua abdicazione, nel 1848.
A Ludwigslust, il 7 ottobre 1825 Giorgio sposò Maria di Meclemburgo-Schwerin (1803-1862), figlia del granduca Federico Ludovico di Meclemburgo-Schwerin (1778-1819) e della granduchessa Elena Pavlovna Romanova (1784-1803), dalla quale ebbe tre figli:
- Ernesto I (1826-1908);
- Alberto Federico (1827-1835)
- Maurizio (1829-1907).

## Morte
Il 28 maggio 1853 a causa di problemi di salute, il governo fu nelle mani del figlio di suo Ernesto; egli morì il 3 agosto al casino di caccia a Hummelshain.

## Albero genealogico
|                                                 |                                                 |                                                        | Genitori                                                              |  |  | Nonni |  |  | Bisnonni                                       |  |  | Trisnonni                                     |  |
|                                                 |                                                 |                                                        |                                                                       |  |  |       |  |  | Ernesto Federico II di Sassonia-Hildburghausen |  |  | Ernesto Federico I di Sassonia-Hildburghausen |  |
|                                                 |                                                 |                                                        |                                                                       |  |  |       |  |  | Ernesto Federico II di Sassonia-Hildburghausen |  |  | Ernesto Federico I di Sassonia-Hildburghausen |  |
|                                                 |                                                 | Sofia Albertina di Erbach-Erbach                       |                                                                       |  |  |       |  |  | Ernesto Federico II di Sassonia-Hildburghausen |  |  |                                               |  |
| Ernesto Federico III di Sassonia-Hildburghausen |                                                 |                                                        |                                                                       |  |  |       |  |  | Ernesto Federico II di Sassonia-Hildburghausen |  |  |                                               |  |
|                                                 |                                                 | Carolina di Erbach-Fürstenau                           | Filippo Carlo di Erbach-Fürstenau                                     |  |  |       |  |  |                                                |  |  |                                               |  |
|                                                 |                                                 | Carolina di Erbach-Fürstenau                           | Filippo Carlo di Erbach-Fürstenau                                     |  |  |       |  |  |                                                |  |  |                                               |  |
|                                                 |                                                 | Carolina di Erbach-Fürstenau                           | Carlotta Amalia di Kunowitz                                           |  |  |       |  |  |                                                |  |  |                                               |  |
| Federico di Sassonia-Altenburg                  |                                                 | Carolina di Erbach-Fürstenau                           |                                                                       |  |  |       |  |  |                                                |  |  |                                               |  |
|                                                 |                                                 | Ernesto Augusto I di Sassonia-Weimar                   | Giovanni Ernesto III di Sassonia-Weimar                               |  |  |       |  |  |                                                |  |  |                                               |  |
|                                                 |                                                 | Ernesto Augusto I di Sassonia-Weimar                   | Giovanni Ernesto III di Sassonia-Weimar                               |  |  |       |  |  |                                                |  |  |                                               |  |
|                                                 |                                                 | Ernesto Augusto I di Sassonia-Weimar                   | Sofia Augusta di Anhalt-Zerbst                                        |  |  |       |  |  |                                                |  |  |                                               |  |
| Ernestina Augusta di Sassonia-Weimar            |                                                 | Ernesto Augusto I di Sassonia-Weimar                   |                                                                       |  |  |       |  |  |                                                |  |  |                                               |  |
|                                                 |                                                 | Sofia Carlotta di Brandeburgo-Bayreuth                 | Giorgio Federico Carlo di Brandeburgo-Bayreuth                        |  |  |       |  |  |                                                |  |  |                                               |  |
|                                                 |                                                 | Sofia Carlotta di Brandeburgo-Bayreuth                 | Giorgio Federico Carlo di Brandeburgo-Bayreuth                        |  |  |       |  |  |                                                |  |  |                                               |  |
|                                                 |                                                 | Sofia Carlotta di Brandeburgo-Bayreuth                 | Dorotea di Schleswig-Holstein-Sonderburg-Beck                         |  |  |       |  |  |                                                |  |  |                                               |  |
| Giorgio di Sassonia-Altenburg                   |                                                 | Sofia Carlotta di Brandeburgo-Bayreuth                 |                                                                       |  |  |       |  |  |                                                |  |  |                                               |  |
|                                                 | Carlo Ludovico Federico di Meclemburgo-Strelitz | Adolfo Federico II di Meclemburgo-Strelitz             |                                                                       |  |  |       |  |  |                                                |  |  |                                               |  |
|                                                 | Carlo Ludovico Federico di Meclemburgo-Strelitz | Adolfo Federico II di Meclemburgo-Strelitz             |                                                                       |  |  |       |  |  |                                                |  |  |                                               |  |
|                                                 | Carlo Ludovico Federico di Meclemburgo-Strelitz | Cristiana Emilia di Schwarzburg-Sondershausen          |                                                                       |  |  |       |  |  |                                                |  |  |                                               |  |
| Carlo II di Meclemburgo-Strelitz                | Carlo Ludovico Federico di Meclemburgo-Strelitz |                                                        |                                                                       |  |  |       |  |  |                                                |  |  |                                               |  |
|                                                 |                                                 | Elisabetta Albertina di Sassonia-Hildburghausen        | Ernesto Federico I di Sassonia-Hildburghausen                         |  |  |       |  |  |                                                |  |  |                                               |  |
|                                                 |                                                 | Elisabetta Albertina di Sassonia-Hildburghausen        | Ernesto Federico I di Sassonia-Hildburghausen                         |  |  |       |  |  |                                                |  |  |                                               |  |
|                                                 |                                                 | Elisabetta Albertina di Sassonia-Hildburghausen        | Sofia Albertina di Erbach-Erbach                                      |  |  |       |  |  |                                                |  |  |                                               |  |
| Carlotta di Meclemburgo-Strelitz                |                                                 | Elisabetta Albertina di Sassonia-Hildburghausen        |                                                                       |  |  |       |  |  |                                                |  |  |                                               |  |
|                                                 |                                                 | Giorgio Guglielmo d'Assia-Darmstadt                    | Luigi VIII d'Assia-Darmstadt                                          |  |  |       |  |  |                                                |  |  |                                               |  |
|                                                 |                                                 | Giorgio Guglielmo d'Assia-Darmstadt                    | Luigi VIII d'Assia-Darmstadt                                          |  |  |       |  |  |                                                |  |  |                                               |  |
|                                                 |                                                 | Giorgio Guglielmo d'Assia-Darmstadt                    | Carlotta di Hanau-Lichtenberg                                         |  |  |       |  |  |                                                |  |  |                                               |  |
| Federica Carolina Luisa d'Assia-Darmstadt       |                                                 | Giorgio Guglielmo d'Assia-Darmstadt                    |                                                                       |  |  |       |  |  |                                                |  |  |                                               |  |
|                                                 |                                                 | Maria Luisa Albertina di Leiningen-Dagsburg-Falkenburg | Cristiano Carlo Reinardo di Leiningen-Dachsburg-Falkenburg-Heidesheim |  |  |       |  |  |                                                |  |  |                                               |  |
|                                                 |                                                 | Maria Luisa Albertina di Leiningen-Dagsburg-Falkenburg | Cristiano Carlo Reinardo di Leiningen-Dachsburg-Falkenburg-Heidesheim |  |  |       |  |  |                                                |  |  |                                               |  |
|                                                 |                                                 | Maria Luisa Albertina di Leiningen-Dagsburg-Falkenburg | Caterina Polissena di Solms-Rödelheim                                 |  |  |       |  |  |                                                |  |  |                                               |  |
|                                                 |                                                 | Maria Luisa Albertina di Leiningen-Dagsburg-Falkenburg |                                                                       |  |  |       |  |  |                                                |  |  |                                               |  |